# ムティー
アブル＝カースィム・アル＝ファドル・ブン・アル＝ムクタディル（アラビア語: أبو القاسم الفضل بن المقتدر, ラテン文字転写: Abuʾl-Qāsim al-Faḍl b. al-Muqtadir, 913/4年 - 974年10月12日）、またはラカブ（尊称）でアル＝ムティー・リッ＝ラーフ（アラビア語: المطيع لله, ラテン文字転写: al-Mutīʿ li-ʾllāh,「神に従順な者」の意）は、第23代のアッバース朝のカリフである（在位：946年1月29日 - 974年8月5日）。
946年に即位したムティーの治世はアッバース朝の支配力が最も衰えた時代だった。ムティーが即位する以前の数十年間にカリフの世俗的な権力が及ぶ範囲はイラクに限定されるまで縮小し、そのイラクにおいてでさえ強力な軍閥によって権力を押さえ込まれていたが、946年にバグダードを征服したブワイフ朝によってカリフはその権力を完全に喪失することになった。ムティーはブワイフ朝の手でカリフに即位したが、イラクにおける司法関連の人事に僅かに介入した事例を除けば、ブワイフ朝政権の実質的な傀儡としてほぼ無条件に公文書へ署名するだけの存在となった。しかし、その従属的な役割を受け入れたことで、短命で暴力的に廃位された前任者たちとは対照的に比較的長期にわたってカリフの地位を保持し、息子のターイーにその地位を引き継がせることができた。
また、イスラーム世界の名目上の指導者としてのカリフの権威もその治世中に大きく低下した。ブワイフ朝の対抗勢力である東方のサーマーン朝は955年までムティーをカリフとして承認しようとせず、960年代以降のビザンツ帝国の攻勢に対しても効果的な指導力を発揮できなかったことでムティーの評判は下落した。さらにアッバース朝にとって重要な問題となったのは、中東地域におけるシーア派政権の台頭によって政治面だけでなく宗教面においてもアッバース朝とスンナ派の優位に直接的な脅威が及ぶようになったことである。ブワイフ朝は政権の正当性を確保するためにアッバース朝のカリフを形式的に温存していたが、宗教的にはシーア派を信奉していた。西方ではシーア派の一派であるイスマーイール派を信奉するファーティマ朝が台頭し、ムティーの治世中の969年にエジプトを征服するとともにシリアへの進出を開始した。

## 背景と初期の経歴
後にムティーのラカブを名乗ってカリフとなるアル＝ファドルは、アッバース朝のカリフのムクタディル（在位：908年 - 932年）とスラヴ人の内妻であるマシュアラの息子として913年か914年にバグダードで生まれた。また、カリフのラーディー（在位：934年 - 940年）とムッタキー（在位：940年 - 944年）はアル＝ファドルの兄にあたる。アル＝ファドルは危機の時代に成長した。ムクタディルの治世は派閥争い、カルマト派の襲撃、さらには経済の衰退と歳入の不足が重なったことで軍による混乱を招き、この混乱は932年のムクタディルの殺害によって頂点に達した。続くラーディーとムッタキーの治世では地方において軍の有力者が台頭し、アッバース朝の中央政府はこれらの有力者の手によって地方の支配権を奪われた。アッバース朝の本拠地であるイラクの大都市圏においてでさえ軍の有力者たちがカリフから実権を奪い、大アミール（アミール・アル＝ウマラー）の称号とその地位に伴うバグダードのアッバース朝政府の支配権をめぐって互いに争った。ムッタキーは大アミールのバジュカムの手によってカリフとなったが、即位してからはモースルのハムダーン朝を始めとする地方の軍閥を互いに争わせることで政権の独立と権力の回復を目指した。しかし、これらの試みは失敗に終わり、944年9月に大アミールのトゥーズーンによって盲目にされた上で退位させられた。
残っているムクタディルの息子たちの中の年長者として、また二人の以前のカリフたちの弟として、アル＝ファドルは明白なカリフの候補者の一人であった。しかし、トゥーズーンはアル＝ファドルではなくムクタフィー（在位：902年 - 908年）の息子のムスタクフィー（在位：944年 - 946年）をカリフに選んだ。中世のいくつかの史料によれば、ムスタクフィーとアル＝ファドルは互いのことを嫌っており、若い王子としてターヒル朝の宮殿で過ごしていた頃から喧嘩をしていた。また、二人はカリフ位の継承において対立する二つの家系に属していただけでなく、性格までも正反対であった。アル＝ファドルは父親と同様に敬虔なことでよく知られていたが、ムスタクフィーはアイヤール（ʿayyār）と呼ばれる都市の貧困層から集められた無頼集団（しばしば厄介者として非難され、スーフィーのような当時としては異端で党派的な集団との関係を疑われていた）と関わり、「低俗な」遊びに興じることで宗教的な評判を害していた。ムスタクフィーは即位するや否やアル＝ファドルを捕らえるために工作員を送り込んだが、アル＝ファドルはすでに身を隠しており、アル＝ファドルの家を破壊することで満足せざるを得なかった。この無駄な行為はアル＝ファドルがムスタクフィーの重大な競争相手であることを周囲に知らしめるのに役立っただけであった。この話を聞いたかつての宰相（ワズィール）のアリー・ブン・イーサーは、「今日、彼（アル＝ファドル）はカリフの後継者として認められた」と語ったと伝えられている。

## カリフ時代

### カリフ位の継承

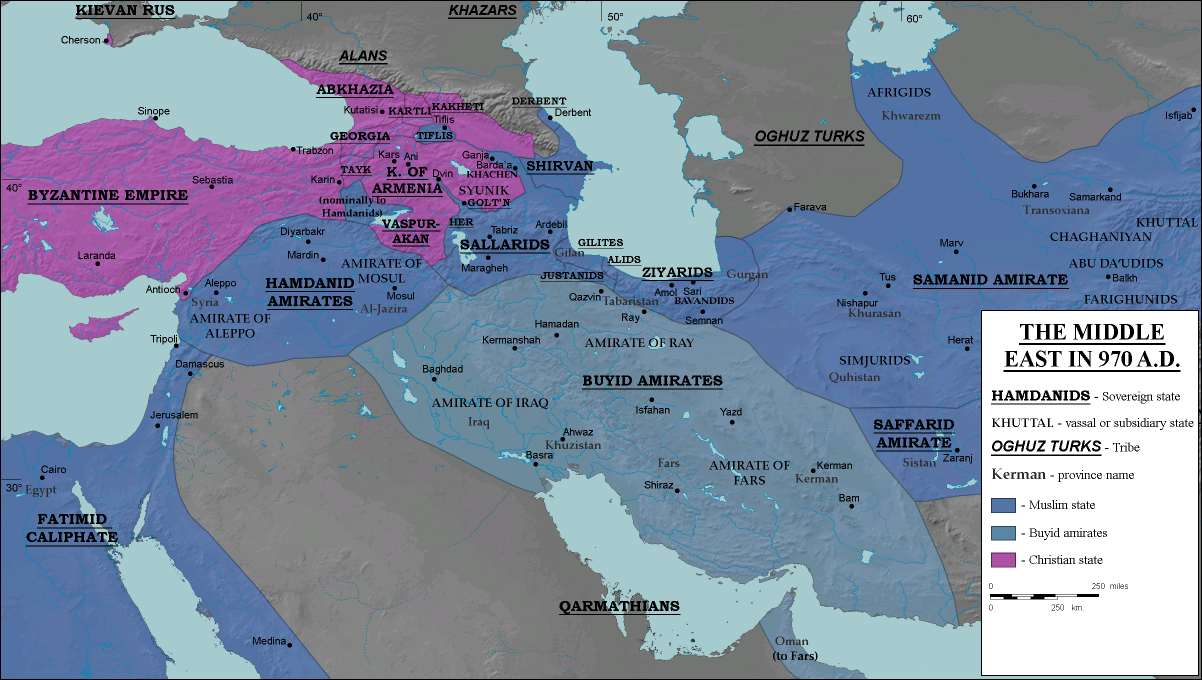
970年時点の中東地域の勢力図。ブワイフ朝…水色、その他のイスラーム勢力…紺色、キリスト教勢力…赤紫。

946年1月にブワイフ朝の支配者のムイッズ・アッ＝ダウラに率いられたダイラム人の軍隊がバグダードを占領した。ムイッズ・アッ＝ダウラはアッバース朝のカリフの実質的な「庇護者」となったが、大アミールの称号は恐らく長兄のイマード・アッ＝ダウラの手に渡ったとみられ、イマード・アッ＝ダウラがブワイフ朝のアミールの長とみなされるようになった。そして946年1月29日（別の記録では3月9日）にムスタクフィーは退位させられ、ムイッズ・アッ＝ダウラは同日にアル＝ムティー・リッ＝ラーフ（「神に従順な者」の意）の名とともにアル＝ファドルをカリフに即位させた。アル＝ファドル（以降はムティーと表記する）の突然の再登場とカリフへの登位は当時の人々にとって驚きであったらしく、ムスクタフィーが即位した時からすでにブワイフ朝と陰謀を企てていたという噂が流れた。
ブワイフ朝とその支持者はシーア派の信奉者であり、中世の歴史家はこのカリフの交代の経緯を宗教的な動機を交えて説明する傾向にあった。後世の年代記作家であるムハンマド・ブン・アブドゥルマリク・アル＝ハマザーニー（1127年没）とイブン・アル＝アスィール（1233年没）によれば、ムイッズ・アッ＝ダウラはアッバース朝を完全に追放し、バグダードのカリフにアリー家の者を据えるという漠然とした構想を抱いていた。しかし、ムイッズ・アッ＝ダウラとシーア派のカリフが衝突した場合、ダイラム人の兵士は後者に付く可能性が高いことを自分の書記官のアブー・ジャアファル・アル＝サイマリーから指摘されたことで初めてこの構想を思い止まった。
歴史家のジョン・ドノヒューは、この説明について、明らかな時代認識の誤りを含む後世に挿入された話であり、ムスタクフィーの廃位にはいかなる宗教的な動機もなかったと指摘している。他の年代記作家はムティーが隠れ家から姿を現してブワイフ朝の支配者にムスタクフィーに対する行動を煽った、あるいはムスタクフィーのある女執事がダイラム人の将軍たちを招いて宴会を催し、ムイッズ・アッ＝ダウラから離反させようと試みたといったいくつかの原因を挙げているが、ドノヒューは、最大の理由はムイッズ・アッ＝ダウラが外部から干渉を受けることなく完全に自分の支配下に置くことができるカリフを望んでいたという単純なものだっただろうと述べている。一方でイスラーム史研究家の橋爪烈は、ダイラム人将軍の宴会の件を含むいくつかの不審な出来事の結果、ムイッズ・アッ＝ダウラが配下のダイラム人有力者の忠誠やムスタクフィーに対し疑念を抱いたことで廃位を実行に移した可能性があると指摘している。
廃位されたムスタクフィーは恐らくムティーが主導した報復行為によって目を潰され、余生をカリフの宮殿で囚人として過ごし、そこで949年9月に死去した。

### ブワイフ朝との関係と役割
ムティーはあらゆる点においてブワイフ朝のイラクの統治者 — 最初はムイッズ・アッ＝ダウラ、次いでその息子のイッズ・アッ＝ダウラ — の傀儡であり、無力な存在であった。実権を欠いていた結果としてその治世の年代記にムティーはほとんど登場せず、中世の歴史家は大抵においてムティーの治世をアッバース朝が最も衰えた時代とみなしており、これについては現代の学者も同様の見解を示している。11世紀の学者であるアル＝ビールーニーは、王権を伴った国家としてのアッバース朝は姿を消し、スンナ派の信仰を象徴するカリフ制のみが残ったとして次のように述べている。
カリフ、ムスタクフィーの治世初めには、すでに国家（ダウラ）と王権（ムルク）は、アッバース家からブワイフ家に移っていた。アッバース家に残されたのは、「宗教的な権限」だけであって、「世俗的な権限」ではない。
形式上はイラクにおけるブワイフ朝とそのすべての役人はアッバース朝のカリフの名の下で行動し続け、すべての任命と法律行為はムティーの名において行われ続けた。しかし、実際にはムティーはあらゆる有意な権限を剥奪されていた。そして広大なカリフの宮殿において快適で安全な生活を送ることが許される代わりに、イスラーム世界の目から見れば新興勢力に過ぎないブワイフ朝政権に正当性を与える役割を果たしていた。カリフ制の廃止やアリー家の人物をカリフの地位に据えるという選択肢は、たとえ真剣に検討されたとしてもすぐに却下された。そのような行為は広範囲に及ぶ反発を招き、他の場所で容易に別のスンナ派のカリフが擁立される可能性もあった。また、ブワイフ朝の統制下に置かれた従順なカリフは新しい政権に対する大多数のスンナ派の恭順を確保し、他のイスラーム教徒の君主たちとの関係においてブワイフ朝がその象徴的な影響力を行使するのに役立っていた。さらに、ブワイフ朝の支配地域におけるシーア派の支持者の中心を占める十二イマーム派では最後のイマームが70年前に幽隠（ガイバ）に入ったとされており、一方でザイド派の教義ではイマームが正当性を得るためには自ら権力を握らなければならないとされていたため、擁立できる適切なアリー家の候補者がいなかった。
ブワイフ朝はすぐに伝統的なアッバース朝の体制と一体化し、尊称の授与や総督職の任命状、あるいは条約への署名といった形でカリフから与えられる正当性を熱心に追求するようになった。その一方でムティーは俸給を受け取る国家の役人に事実上格下げされ、その責任範囲は司法、宗教機関、そして広範囲に及ぶアッバース家の一族の案件を管理する程度にまで縮小された。カリフの首席書記官はもはや「宰相」（ワズィール）ではなく、単に「書記官」（カーティブ）と呼ばれ、カリフの役割はカリフの資産を管理する部門であるディーワーン・アル＝ヒラーファの監督、カリフの名における称号、役職、および任命状の正式な授与、そして裁判官（カーディー）と陪審員の任命に限定された。実際には裁判官の任命もブワイフ朝のアミールの権限下に置かれていたが、少なくともバグダードの首席のカーディーのような高位の役職については、カリフの承認、恩寵の衣（ヒルア）、そして必要な任命状を提供することが期待された。例外はあったものの、ムティーは概ねブワイフ朝のアミールの指名に従った。
ブワイフ朝は特にハムダーン朝と断続的に対立していた間は、かつてのムッタキーのようにカリフがハムダーン朝へ逃亡してしまわないようにムティーを注意深く見張っていた。946年の夏に何度かの交戦でハムダーン朝がバグダード東部を短期間占領した際に、ムティーはバグダード西部の教会に軟禁され、ブワイフ朝に忠実に振る舞うことを誓うまで解放されなかった。また、ムイッズ・アッ＝ダウラがバグダードの南方で反抗勢力と戦うときには常に同行させられ、北方のハムダーン朝へ逃亡できないようにされていた。反対にブワイフ朝の大アミールが北方でハムダーン朝と戦う際にはバグダードに留め置かれた。948年か949年にはムイッズ・アッ＝ダウラの義理の兄弟であるイスファフドゥーストがムティーと共謀してムイッズ・アッ＝ダウラを襲撃する陰謀を企てたとして逮捕され、ラームホルモズの砦に投獄された。

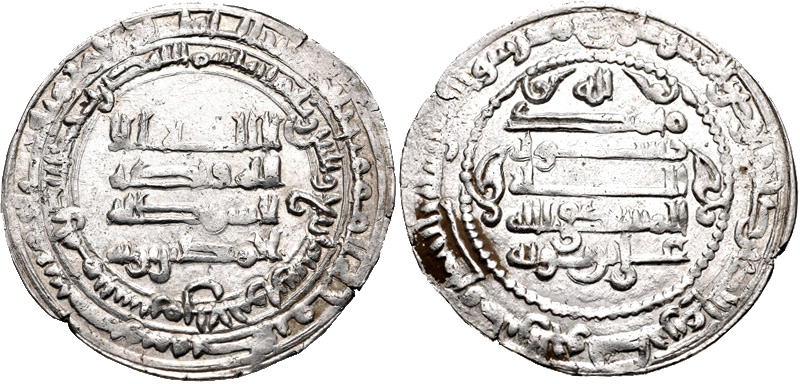
ヒジュラ暦334年（西暦946/7年）にアフワーズで鋳造されたムイッズ・アッ＝ダウラのディルハム銀貨。

ムイッズ・アッ＝ダウラは政権を掌握すると軍隊の維持のために以前のカリフの領地を軍に分配し、ムティーは2,000ディルハムの日当で満足せざるを得なくなった。しかし、その直後にバスラがバリーディー家から奪回されると、ムティーはそこに広大な領地を与えられ、収入は年間200,000ディナールまで増加した。その後、イラクの全面的な衰退によって収入は当初の4分の3に減少したものの、カリフはこの収入のおかげで困窮しているアッバース家の人々を財政的に支援し、カアバに多額の寄進を行うことができた。また、カリフの宮殿の敷地内に孔雀宮（Dar al-Tawawis）、八角宮（Dar al-Muthammana）、および方形宮（Dar al-Murabba'a）といった一連の別棟を建設することも可能になった。
カリフとブワイフ朝の間の緊張した関係は次第により規則的で平穏なものになっていった。ブワイフ朝は少なくとも形式上はカリフに残された責務を尊重し、ムティーは従属的な役割を受け入れ、いくらかの行動の自由を取り戻し、ムイッズ・アッ＝ダウラとの友好関係を維持したとみられている。実際に955年か956年にはムイッズ・アッ＝ダウラが当時13歳の息子のバフティヤール（後のイッズ・アッ＝ダウラ）をカリフの侍従に任命するほどだった。このようなカリフとムイッズ・アッ＝ダウラの良好な関係の中で最も顕著な例外となった出来事は、ムイッズ・アッ＝ダウラが961年から963年にかけてアブドゥッラー・ブン・アビー・アッ＝シャワーリブに対し年間200,000ディルハムを支払うことと引き換えにバグダードの首席のカーディーの地位を与えようとしたことである。これはスンナ派とシーア派の双方の学者から違法であるとして反対され、ムティーはこの時期にムイッズ・アッ＝ダウラによる任命に署名することを拒否した。また、ムティーの宗教または司法関連の活動に関する史料上の言及はこの出来事がほぼ唯一のものであり、同様の分野におけるムティーの活動の記録は他に見られない。
ムティーのこのような従属的関係に対する肯定的な帰結は自身の地位の安定にあった。ムティーは病弱だったものの、ヒジュラ暦で29年と4か月間カリフの地位を維持し、短命な在位に終わった前任者たちとは全く対照的に、カリフの地位を主張する対抗者と争わなければならない状況は極めてまれだった。960年にムクタフィーの孫にあたる人物がアルメニアで反乱を起こし、アル＝ムスタジル・ビッラーフと名乗ってカリフの地位を主張したが、現地のサッラール朝の支配者によって打倒された。968年にはエジプトのイフシード朝の宮廷に逃れていたムスタクフィーの息子のアブル＝ハサン・ムハンマドが正体を隠してマフディー（イスラームにおける救世主）を名乗り、イラクで大きな支持を集めた。ブワイフ朝のトルコ人軍司令官のスブクテギーン・アル＝アジャミーがアブル＝ハサンを保護し、アブル＝ハサンの名の下でクーデターを起こす準備を進めたが、結局は正体が暴かれ、カリフに身柄を引き渡された。ムティーは鼻を切り落とすように命じて後継者の資格を失わせたことを除き、アブル＝ハサンを厳しく罰することはなかった。アブル＝ハサンは最終的に逃亡に成功したものの、カリフの地位を獲得する望みは叶わず、以後のカリフの地位はムクタディルの子孫の手に堅く留まることになった。

### シーア派の影響力の拡大とビザンツ帝国の攻勢
これらの出来事の一方でアッバース朝のカリフの権威はブワイフ朝の支配領域の外部では全般的に低下した。ブワイフ朝のジバール政権は東方のホラーサーンを支配するサーマーン朝との対立の中で勢力の拡大や交渉を有利に進めるために数度にわたってカリフの権威を利用したが、一方のサーマーン朝は955年にブワイフ朝との和平が成立するまでムティーをカリフとして承認することを拒否していた。西方ではアッバース朝の対抗勢力でありシーア派の一派のイスマーイール派を信奉するファーティマ朝がますます強力となって勢力を拡大し、969年にはエジプトを征服してシリアへの進出を開始した。バグダードにおいてでさえ、ブワイフ朝の親シーア派の姿勢によって少数派ではあるもののシーア派の影響力が拡大を見せていた。例としてガディール・フンムの祝祭やアーシューラーの日におけるフサイン・ブン・アリーの殉教儀礼、あるいはかつてのウマイヤ朝のカリフであるムアーウィヤを非難する儀式といったシーア派の慣習が都市に導入されるようになった。また、アリー家の人々は毎年行われる巡礼（ハッジ）のキャラバンの引率を担っていた。さらにこの時期にはスンナ派とシーア派の人々の間で街頭における宗派抗争がたびたび発生し、バグダード市内が荒廃する一因となっていた。
ファーティマ朝がエジプトを占領したことでアッバース朝に対する脅威が増していた頃に、ムティーはアル＝ハサン・アル＝アアサムが率いるカルマト派とモースルのハムダーン朝の支配者であるアブー・タグリブがブワイフ朝の後ろ盾を得て反ファーティマ朝の連合を結成した際に仲介役として主導的な役割を担った。この連合は973年もしくは974年までファーティマ朝のシリアへの進出を阻止することに成功した。また、その過程でカルマト派はムティーの宗主権をフトバ（金曜礼拝の説教）と自らが発行する硬貨の中で認め、ファーティマ朝を詐称者であるとして非難した。一方でカルマト派が930年に持ち去った黒石を951年にメッカのカアバへ返還した際にはムティーが黒石の身代金として30,000ディナールの金貨を支払ったという噂が流れた。
もう一つの危機の源となったのはメソポタミア北部（ジャズィーラ）とシリア北部におけるハムダーン朝に対するビザンツ帝国の攻勢であった。ビザンツ帝国は960年代にタウロス山脈で数世紀にわたって維持されていた国境を破り、キリキアとアンティオキアを占領するとともにハムダーン朝のアレッポ政権をビザンツ帝国へ貢納金を支払う従属国の立場に転落させた。972年にはビザンツ帝国の襲撃はニシビス、アミダ、およびエデッサに達した。これらの都市からイスラーム教徒の避難民がバグダードに殺到し、保護を求める抗議の声が上がった。避難民を支援できず、そもそも抗議に応じる気もなかったイッズ・アッ＝ダウラは、聖戦（ジハード）が公的には依然としてカリフの責務とされていたことから、これらの人々の注意をムティーに向けさせた。しかし、あらゆる軍事的、財政的な資源を失っていたムティーは避難民を助けることができず、その結果としてムティーの威信は失墜した。シーア派の居住区であるカルフは暴動に見舞われ、地区は焼け落ちた。イッズ・アッ＝ダウラはこの機会にムティーに圧力をかけ、表向きにはビザンツ帝国と戦うための兵士の雇用に充てるとしてムティーに自身の貴重品を売り払わせ、400,000ディルハムを提供させた。ムティーは書簡の中で抗議したが（右記参照）、従うほかなかった。この資金は浪費癖のあったイッズ・アッ＝ダウラによってすぐに消費された。この行為はイッズ・アッ＝ダウラにとって大きな政治的失態となり、バグダードのスンナ派の支持者を遠ざけ、バグダードにおけるイッズ・アッ＝ダウラの支配力は弱体化していった。

### 退位と死
イッズ・アッ＝ダウラは時が経つにつれて自身のトルコ人軍団を率いるサブクタキーンを次第に遠ざけるようになり、ついにはサブクタキーンの暗殺未遂を起こすに至った。しかし、972年の暴動を鎮圧していたこれらのトルコ人兵士はバグダードのスンナ派の住民の支持を得ており、その結果、サブクタキーンは974年8月1日にイッズ・アッ＝ダウラからバグダードの支配権を奪った。
このクーデターが起きた時にムティーはブワイフ家の一門とともにバグダードを離れたが、サブクタキーンはムティーを強制的に連れ戻し、宮殿に閉じ込めた。そしてすでに高齢で970年に脳卒中によって右半身不随になっていたムティーは、健康問題を口実に退位を迫られ、8月5日に息子のアブドゥルカリームがターイー（在位：974年 - 991年）のラカブを名乗って後継のカリフとなった。これは902年に即位したムクタフィー以来の父から子へのカリフ位の継承であった。
サブクタキーンは新しいカリフから大アミールに任命され、ムティーとターイーの両者を伴ってブワイフ朝に対する遠征のためにバグダードを発った。そしてムティーはその途上のダイル・アル＝アークールで974年10月12日に死去した。ムティーの遺体は兄のラーディーも葬られていたバグダードのルサーファ地区にある父方の祖母にあたるシャガブの霊廟に埋葬された。